# Stanley Cup playoff 1982
I playoff della Stanley Cup 1982 del campionato NHL 1981-1982 hanno avuto inizio il 7 aprile 1982. Le sedici squadre qualificate per i playoff, otto da ciascuna Conference, hanno giocato una serie di partite al meglio delle cinque per i quarti di finale, seguiti da turni al meglio delle sette per le finali di Division e di Conference. I vincitori delle due Conference hanno disputato una serie di partite al meglio di sette per la conquista della Stanley Cup.
Prima dell'inizio della stagione vi furono diverse modifiche nella struttura della lega, con la Patrick Division che lasciò la Clarence Campbell Conference scambiandosi con la Norris Division, fino ad allora inserita nella Prince of Wales Conference. Fu introdotto inoltre un nuovo sistema dei playoff: fino alla stagione precedente le quattro vincitrici di division erano affiancate da dodici wildcard, rendendo pressoché inutili le division. A partire dalla stagione 1981-1982 fu data maggior importanza alle division creando un sistema con cui accedevano automaticamente ai playoff le prime quattro squadre di ciascun raggruppamento, facendo in modo inoltre che alle finali di Conference giungessero solo una squadra per division. Fino al 1987 il primo turno si giocò al meglio delle cinque sfide, per poi passare al meglio delle sette fino al 1993.

## Squadre partecipanti

### Prince of Wales Conference

#### Adams Division
1. Montreal Canadiens - vincitori della Adams Division, 109 punti
2. Boston Bruins - 96 punti
3. Buffalo Sabres - 93 punti
4. Quebec Nordiques - 82 punti

#### Patrick Division
1. New York Islanders - vincitori della Patrick Division  e della stagione regolare nella Prince of Wales Conference, 118 punti
2. New York Rangers - 92 punti
3. Philadelphia Flyers - 87 punti
4. Pittsburgh Penguins - 75 punti

### Clarence S. Campbell Conference

#### Norris Division
1. Minnesota North Stars - vincitori della Norris Division, 94 punti
2. Winnipeg Jets - 80 punti
3. St. Louis Blues - 72 punti
4. Chicago Blackhawks - 72 punti

#### Smythe Division
1. Edmonton Oilers - vincitori della Smythe Division e della stagione regolare nella Clarence S. Campbell Conference, 111 punti
2. Vancouver Canucks - 77 punti
3. Calgary Flames - 75 punti
4. Los Angeles Kings - 63 punti

### Tabellone
Nel primo turno la squadra con il ranking più alto di ciascuna Division si sfida con quella dal posizionamento più basso seguendo lo schema 1-4 e 2-3, usufruendo anche del vantaggio del fattore campo. Il secondo turno determina la vincente divisionale, mentre il terzo vede affrontarsi le squadre vincenti delle Division della stessa Conference per accedere alla finale di Stanley Cup. Il fattore campo osservato nelle finali di conference e in finale di Stanley Cup fu determinato dai punti ottenuti in stagione regolare. Nel primo turno, al meglio delle cinque gare, si seguì il formato 2-2-1. Nelle altre serie, al meglio delle sette sfide, si seguì il formato 2-2-1-1-1: la squadra migliore in stagione regolare avrebbe disputato in casa Gara-1 e 2, (se necessario anche Gara-5 e 7), mentre quella posizionata peggio avrebbe giocato nel proprio palazzetto Gara-3 e 4 (se necessario anche Gara-6).
|  | Semifinali Division | Semifinali Division   | Semifinali Division |                    |    | Finali Division    | Finali Division | Finali Division |  |  | Finali Conference | Finali Conference | Finali Conference |  |  | Finale Stanley Cup | Finale Stanley Cup | Finale Stanley Cup |  |
|  |                     |                       |                     |                    |    |                    |                 |                 |  |  |                   |                   |                   |  |  |                    |                    |                    |  |
|  | A1                  | Montreal Canadiens    | 2                   |                    |    |                    |                 |                 |  |  |                   |                   |                   |  |  |                    |                    |                    |  |
|  | A1                  | Montreal Canadiens    | 2                   |                    |    |                    |                 |                 |  |  |                   |                   |                   |  |  |                    |                    |                    |  |
|  | A4                  | Quebec Nordiques      | 3                   |                    |    |                    |                 |                 |  |  |                   |                   |                   |  |  |                    |                    |                    |  |
|  | A4                  | Quebec Nordiques      | 3                   |                    | A4 | Quebec Nordiques   | 4               |                 |  |  |                   |                   |                   |  |  |                    |                    |                    |  |
|  |                     |                       |                     |                    | A4 | Quebec Nordiques   | 4               |                 |  |  |                   |                   |                   |  |  |                    |                    |                    |  |
|  |                     |                       | A2                  | Boston Bruins      | 3  |                    |                 |                 |  |  |                   |                   |                   |  |  |                    |                    |                    |  |
|  | A2                  | Boston Bruins         | A2                  | Boston Bruins      | 3  | 3                  |                 |                 |  |  |                   |                   |                   |  |  |                    |                    |                    |  |
|  | A2                  | Boston Bruins         |                     |                    |    |                    |                 |                 |  |  |                   |                   |                   |  |  |                    |                    |                    |  |
|  | A3                  | Buffalo Sabres        | 1                   |                    |    |                    |                 |                 |  |  |                   |                   |                   |  |  |                    |                    |                    |  |
|  | A3                  | Buffalo Sabres        | 1                   |                    | A4 | Quebec Nordiques   | 0               |                 |  |  |                   |                   |                   |  |  |                    |                    |                    |  |
|  |                     |                       |                     |                    |    |                    |                 |                 |  |  |                   |                   |                   |  |  |                    |                    |                    |  |
|  |                     |                       | P1                  | New York Islanders | 4  |                    |                 |                 |  |  |                   |                   |                   |  |  |                    |                    |                    |  |
|  | P1                  | New York Islanders    | P1                  | New York Islanders | 4  | 3                  |                 |                 |  |  |                   |                   |                   |  |  |                    |                    |                    |  |
|  | P1                  | New York Islanders    |                     |                    |    |                    |                 |                 |  |  |                   |                   |                   |  |  |                    |                    |                    |  |
|  | P4                  | Pittsburgh Penguins   | 2                   |                    |    |                    |                 |                 |  |  |                   |                   |                   |  |  |                    |                    |                    |  |
|  | P4                  | Pittsburgh Penguins   | 2                   |                    | P1 | New York Islanders | 4               |                 |  |  |                   |                   |                   |  |  |                    |                    |                    |  |
|  |                     |                       |                     |                    | P1 | New York Islanders | 4               |                 |  |  |                   |                   |                   |  |  |                    |                    |                    |  |
|  |                     |                       | P2                  | New York Rangers   | 2  |                    |                 |                 |  |  |                   |                   |                   |  |  |                    |                    |                    |  |
|  | P2                  | New York Rangers      | P2                  | New York Rangers   | 2  | 3                  |                 |                 |  |  |                   |                   |                   |  |  |                    |                    |                    |  |
|  | P2                  | New York Rangers      |                     |                    |    |                    |                 |                 |  |  |                   |                   |                   |  |  |                    |                    |                    |  |
|  | P3                  | Philadelphia Flyers   | 1                   |                    |    |                    |                 |                 |  |  |                   |                   |                   |  |  |                    |                    |                    |  |
|  | P3                  | Philadelphia Flyers   | 1                   |                    | P1 | New York Islanders | 4               |                 |  |  |                   |                   |                   |  |  |                    |                    |                    |  |
|  |                     |                       |                     |                    |    |                    |                 |                 |  |  |                   |                   |                   |  |  |                    |                    |                    |  |
|  |                     |                       | S2                  | Vancouver Canucks  | 0  |                    |                 |                 |  |  |                   |                   |                   |  |  |                    |                    |                    |  |
|  | N1                  | Minnesota North Stars | S2                  | Vancouver Canucks  | 0  | 1                  |                 |                 |  |  |                   |                   |                   |  |  |                    |                    |                    |  |
|  | N1                  | Minnesota North Stars |                     |                    |    |                    |                 |                 |  |  |                   |                   |                   |  |  |                    |                    |                    |  |
|  | N4                  | Chicago Blackhawks    | 3                   |                    |    |                    |                 |                 |  |  |                   |                   |                   |  |  |                    |                    |                    |  |
|  | N4                  | Chicago Blackhawks    | 3                   |                    | N4 | Chicago Blackhawks | 4               |                 |  |  |                   |                   |                   |  |  |                    |                    |                    |  |
|  |                     |                       |                     |                    | N4 | Chicago Blackhawks | 4               |                 |  |  |                   |                   |                   |  |  |                    |                    |                    |  |
|  |                     |                       | N3                  | St. Louis Blues    | 2  |                    |                 |                 |  |  |                   |                   |                   |  |  |                    |                    |                    |  |
|  | N2                  | Winnipeg Jets         | N3                  | St. Louis Blues    | 2  | 1                  |                 |                 |  |  |                   |                   |                   |  |  |                    |                    |                    |  |
|  | N2                  | Winnipeg Jets         |                     |                    |    |                    |                 |                 |  |  |                   |                   |                   |  |  |                    |                    |                    |  |
|  | N3                  | St. Louis Blues       | 3                   |                    |    |                    |                 |                 |  |  |                   |                   |                   |  |  |                    |                    |                    |  |
|  | N3                  | St. Louis Blues       | 3                   |                    | N4 | Chicago Blackhawks | 1               |                 |  |  |                   |                   |                   |  |  |                    |                    |                    |  |
|  |                     |                       |                     |                    |    |                    |                 |                 |  |  |                   |                   |                   |  |  |                    |                    |                    |  |
|  |                     |                       | S2                  | Vancouver Canucks  | 4  |                    |                 |                 |  |  |                   |                   |                   |  |  |                    |                    |                    |  |
|  | S1                  | Edmonton Oilers       | S2                  | Vancouver Canucks  | 4  | 2                  |                 |                 |  |  |                   |                   |                   |  |  |                    |                    |                    |  |
|  | S1                  | Edmonton Oilers       |                     |                    |    |                    |                 |                 |  |  |                   |                   |                   |  |  |                    |                    |                    |  |
|  | S4                  | Los Angeles Kings     | 3                   |                    |    |                    |                 |                 |  |  |                   |                   |                   |  |  |                    |                    |                    |  |
|  | S4                  | Los Angeles Kings     | 3                   |                    | S4 | Los Angeles Kings  | 1               |                 |  |  |                   |                   |                   |  |  |                    |                    |                    |  |
|  |                     |                       |                     |                    | S4 | Los Angeles Kings  | 1               |                 |  |  |                   |                   |                   |  |  |                    |                    |                    |  |
|  |                     |                       | S2                  | Vancouver Canucks  | 4  |                    |                 |                 |  |  |                   |                   |                   |  |  |                    |                    |                    |  |
|  | S2                  | Vancouver Canucks     | S2                  | Vancouver Canucks  | 4  | 3                  |                 |                 |  |  |                   |                   |                   |  |  |                    |                    |                    |  |
|  | S2                  | Vancouver Canucks     |                     |                    |    |                    |                 |                 |  |  |                   |                   |                   |  |  |                    |                    |                    |  |
|  | S3                  | Calgary Flames        | 0                   |                    |    |                    |                 |                 |  |  |                   |                   |                   |  |  |                    |                    |                    |  |

## Prince of Wales Conference

### Semifinali di Division

#### Montreal - Quebec
| Montréal 7 aprile 1982 | Quebec Nordiques | 1 – 5 (0-2; 0-1; 1-2) referto | Montreal Canadiens | Forum de Montréal (16.096 spett.) |

| Montréal 8 aprile 1982 | Quebec Nordiques | 3 – 2 (1-0; 1-2; 1-0) referto | Montreal Canadiens | Forum de Montréal (16.391 spett.) |

| Québec 10 aprile 1982 | Montreal Canadiens | 1 – 2 (0-2; 0-0; 1-0) referto | Quebec Nordiques | Colisée de Québec (15.323 spett.) |

| Québec 11 aprile 1982 | Montreal Canadiens | 6 – 2 (2-1; 2-0; 2-1) referto | Quebec Nordiques | Colisée de Québec (15.314 spett.) |

| Montréal 13 aprile 1982 | Quebec Nordiques | 3 – 2 (d.t.s.) (2-0; 0-0; 0-2) referto | Montreal Canadiens | Forum de Montréal (17.611 spett.) |

#### Boston - Buffalo
| Boston 7 aprile 1982 | Buffalo Sabres | 1 – 3 (0-1; 0-1; 1-1) referto | Boston Bruins | Boston Garden (11.608 spett.) |

| Boston 8 aprile 1982 | Buffalo Sabres | 3 – 7 (1-1; 1-5; 1-1) referto | Boston Bruins | Boston Garden (12.134 spett.) |

| Buffalo 10 aprile 1982 | Boston Bruins | 2 – 5 (0-1; 2-3; 0-1) referto | Buffalo Sabres | Buffalo Memorial Auditorium (15.800 spett.) |

| Buffalo 11 aprile 1982 | Boston Bruins | 5 – 2 (1-1; 4-0; 0-1) referto | Buffalo Sabres | Buffalo Memorial Auditorium (14.243 spett.) |

#### NY Islanders - Pittsburgh
| Uniondale 7 aprile 1982 | Pittsburgh Penguins | 1 – 8 (1-3; 0-3; 0-2) referto | New York Islanders | Nassau Coliseum (15.044 spett.) |

| Uniondale 8 aprile 1982 | Pittsburgh Penguins | 2 – 7 (0-4; 1-2; 1-1) referto | New York Islanders | Nassau Coliseum (15.230 spett.) |

| Pittsburgh 10 aprile 1982 | New York Islanders | 1 – 2 (d.t.s.) (1-0; 0-0; 0-1) referto | Pittsburgh Penguins | Civic Arena (14.310 spett.) |

| Pittsburgh 11 aprile 1982 | New York Islanders | 2 – 5 (1-2; 1-2; 0-1) referto | Pittsburgh Penguins | Civic Arena (11.147 spett.) |

| Uniondale 13 aprile 1982 | Pittsburgh Penguins | 3 – 4 (d.t.s.) (0-0; 3-1; 0-2) referto | New York Islanders | Nassau Coliseum (15.230 spett.) |

#### NY Rangers - Philadelphia
| New York 7 aprile 1982 | Philadelphia Flyers | 4 – 1 (2-1; 0-0; 2-0) referto | New York Rangers | Madison Square Garden (17.370 spett.) |

| New York 8 aprile 1982 | Philadelphia Flyers | 3 – 7 (1-2; 1-3; 1-2) referto | New York Rangers | Madison Square Garden (17.370 spett.) |

| Filadelfia 10 aprile 1982 | New York Rangers | 4 – 3 (0-3; 3-0; 1-0) referto | Philadelphia Flyers | The Spectrum (17.147 spett.) |

| Filadelfia 11 aprile 1982 | New York Rangers | 7 – 5 (1-0; 4-2; 2-3) referto | Philadelphia Flyers | The Spectrum (17.147 spett.) |

### Finali di Division

#### Boston - Quebec
| Boston 15 aprile 1982 | Quebec Nordiques | 3 – 4 (2-2; 0-0; 1-2) referto | Boston Bruins | Boston Garden (14.673 spett.) |

| Boston 16 aprile 1982 | Quebec Nordiques | 4 – 8 (2-2; 0-3; 2-3) referto | Boston Bruins | Boston Garden (14.367 spett.) |

| Québec 18 aprile 1982 | Boston Bruins | 2 – 3 (d.t.s.) (1-1; 1-1; 0-0) referto | Quebec Nordiques | Colisée de Québec (15.302 spett.) |

| Québec 19 aprile 1982 | Boston Bruins | 2 – 7 (0-2; 1-4; 1-1) referto | Quebec Nordiques | Colisée de Québec (15.287 spett.) |

| Boston 21 aprile 1982 | Quebec Nordiques | 4 – 3 (2-1; 1-1; 1-1) referto | Boston Bruins | Boston Garden (14.673 spett.) |

| Québec 23 aprile 1982 | Boston Bruins | 6 – 5 (d.t.s.) (3-1; 2-3; 0-1) referto | Quebec Nordiques | Colisée de Québec (15.330 spett.) |

| Boston 25 aprile 1982 | Quebec Nordiques | 2 – 1 (0-0; 1-1; 1-0) referto | Boston Bruins | Boston Garden (14.673 spett.) |

#### NY Islanders - NY Rangers
| Uniondale 15 aprile 1982 | New York Rangers | 5 – 4 (3-3; 1-0; 1-1) referto | New York Islanders | Nassau Coliseum (15.271 spett.) |

| Uniondale 16 aprile 1982 | New York Rangers | 2 – 7 (0-3; 1-2; 1-2) referto | New York Islanders | Nassau Coliseum (15.230 spett.) |

| New York 18 aprile 1982 | New York Islanders | 4 – 3 (d.t.s.) (1-1; 1-0; 1-2) referto | New York Rangers | Madison Square Garden (17.392 spett.) |

| New York 19 aprile 1982 | New York Islanders | 5 – 3 (1-1; 2-1; 2-1) referto | New York Rangers | Madison Square Garden (17.390 spett.) |

| Uniondale 21 aprile 1982 | New York Rangers | 4 – 2 (1-1; 2-1; 1-0) referto | New York Islanders | Nassau Coliseum (15.241 spett.) |

| New York 23 aprile 1982 | New York Islanders | 5 – 3 (1-1; 2-1; 2-1) referto | New York Rangers | Madison Square Garden (17.390 spett.) |

### Finale di Conference

#### NY Islanders - Quebec
| Uniondale 27 aprile 1982 | Quebec Nordiques | 1 – 4 (0-1; 0-1; 1-2) referto | New York Islanders | Nassau Coliseum (15.147 spett.) |

| Uniondale 29 aprile 1982 | Quebec Nordiques | 2 – 5 (1-1; 1-2; 0-2) referto | New York Islanders | Nassau Coliseum (15.230 spett.) |

| Québec 1º maggio 1982 | New York Islanders | 5 – 4 (d.t.s.) (2-2; 1-0; 1-2) referto | Quebec Nordiques | Colisée de Québec (15.238 spett.) |

| Québec 4 maggio 1982 | New York Islanders | 4 – 2 (1-0; 1-0; 2-2) referto | Quebec Nordiques | Colisée de Québec (15.238 spett.) |

## Clarence S. Campbell Conference

### Semifinali di Division

#### Minnesota - Chicago
| Bloomington 7 aprile 1982 | Chicago Blackhawks | 3 – 2 (d.t.s.) (0-0; 1-1; 1-1) referto | Minnesota North Stars | Met Center (15.597 spett.) |

| Bloomington 8 aprile 1982 | Chicago Blackhawks | 5 – 3 (0-0; 2-2; 3-1) referto | Minnesota North Stars | Met Center (15.546 spett.) |

| Chicago 10 aprile 1982 | Minnesota North Stars | 7 – 1 (3-1; 3-0; 1-0) referto | Chicago Blackhawks | Chicago Stadium (20.960 spett.) |

| Chicago 11 aprile 1982 | Minnesota North Stars | 2 – 5 (0-2; 2-1; 0-2) referto | Chicago Blackhawks | Chicago Stadium (14.367 spett.) |

#### Winnipeg - St. Louis
| Winnipeg 7 aprile 1982 | St. Louis Blues | 4 – 3 (1-2; 1-0; 2-1) referto | Winnipeg Jets | Winnipeg Arena (13.081 spett.) |

| Winnipeg 8 aprile 1982 | St. Louis Blues | 2 – 5 (1-1; 0-4; 1-0) referto | Winnipeg Jets | Winnipeg Arena (14.371 spett.) |

| St. Louis 10 aprile 1982 | Winnipeg Jets | 3 – 6 (1-2; 0-3; 2-1) referto | St. Louis Blues | Checkerdome (13.827 spett.) |

| St. Louis 11 aprile 1982 | Winnipeg Jets | 2 – 8 (0-4; 1-3; 1-1) referto | St. Louis Blues | Checkerdome (12.676 spett.) |

#### Edmonton - Los Angeles
| Edmonton 7 aprile 1982 | Los Angeles Kings | 10 – 8 (3-4; 5-2; 2-2) referto | Edmonton Oilers | Northlands Coliseum (17.490 spett.) |

| Edmonton 8 aprile 1982 | Los Angeles Kings | 2 – 3 (d.t.s.) (0-1; 2-0; 0-1) referto | Edmonton Oilers | Northlands Coliseum (17.490 spett.) |

| Los Angeles 10 aprile 1982 | Edmonton Oilers | 5 – 6 (d.t.s.) (2-0; 3-0; 0-5) referto | Los Angeles Kings | The Forum (16.005 spett.) |

| Los Angeles 12 aprile 1982 | Edmonton Oilers | 3 – 2 (1-1; 2-0; 0-1) referto | Los Angeles Kings | The Forum (16.005 spett.) |

| Edmonton 13 aprile 1982 | Los Angeles Kings | 7 – 4 (3-2; 3-0; 1-2) referto | Edmonton Oilers | Northlands Coliseum (17.490 spett.) |

#### Vancouver - Calgary
| Vancouver 7 aprile 1982 | Calgary Flames | 3 – 5 (1-2; 1-0; 2-1) referto | Vancouver Canucks | Pacific Coliseum (11.701 spett.) |

| Vancouver 8 aprile 1982 | Calgary Flames | 1 – 2 (d.t.s.) (1-1; 0-4; 1-0) referto | Vancouver Canucks | Pacific Coliseum (12.288 spett.) |

| Calgary 10 aprile 1982 | Vancouver Canucks | 3 – 1 (1-1; 0-0; 2-0) referto | Calgary Flames | Stampede Corral (7.234 spett.) |

### Finali di Division

#### St. Louis - Chicago
| St. Louis 15 aprile 1982 | Chicago Blackhawks | 5 – 4 (2-0; 0-3; 3-1) referto | St. Louis Blues | Checkerdome (15.087 spett.) |

| St. Louis 16 aprile 1982 | Chicago Blackhawks | 1 – 3 (1-1; 0-1; 0-1) referto | St. Louis Blues | Checkerdome (16.033 spett.) |

| Chicago 18 aprile 1982 | St. Louis Blues | 5 – 6 (1-3; 1-2; 3-1) referto | Chicago Blackhawks | Chicago Stadium (17.748 spett.) |

| Chicago 19 aprile 1982 | St. Louis Blues | 4 – 7 (1-2; 3-2; 0-3) referto | Chicago Blackhawks | Chicago Stadium (17.926 spett.) |

| St. Louis 21 aprile 1982 | Chicago Blackhawks | 2 – 3 (d.t.s.) (1-1; 1-1; 0-0) referto | St. Louis Blues | Checkerdome (12.107 spett.) |

| Chicago 23 aprile 1982 | St. Louis Blues | 0 – 2 (0-0; 0-2; 0-0) referto | Chicago Blackhawks | Chicago Stadium (19.252 spett.) |

#### Vancouver - Los Angeles
| Vancouver 15 aprile 1982 | Los Angeles Kings | 2 – 3 (1-0; 1-2; 0-1) referto | Vancouver Canucks | Pacific Coliseum (11.701 spett.) |

| Vancouver 16 aprile 1982 | Los Angeles Kings | 3 – 2 (d.t.s.) (0-1; 2-1; 0-0) referto | Vancouver Canucks | Pacific Coliseum (12.288 spett.) |

| Los Angeles 18 aprile 1982 | Vancouver Canucks | 4 – 3 (d.t.s.) (1-0; 1-2; 1-1) referto | Los Angeles Kings | The Forum (16.005 spett.) |

| Los Angeles 19 aprile 1982 | Vancouver Canucks | 5 – 4 (1-1; 3-2; 1-1) referto | Los Angeles Kings | The Forum (16.005 spett.) |

| Vancouver 21 aprile 1982 | Los Angeles Kings | 2 – 5 (1-2; 1-2; 0-1) referto | Vancouver Canucks | Pacific Coliseum (11.701 spett.) |

### Finale di Conference

#### Chicago - Vancouver
| Chicago 27 aprile 1982 | Vancouver Canucks | 2 – 1 (d.t.s.) (1-1; 0-0; 0-0; 0-0) referto | Chicago Blackhawks | Chicago Stadium (17.610 spett.) |

| Chicago 29 aprile 1982 | Vancouver Canucks | 1 – 4 (0-1; 0-1; 1-2) referto | Chicago Blackhawks | Chicago Stadium (16.610 spett.) |

| Vancouver 1º maggio 1982 | Chicago Blackhawks | 5 – 4 (2-2; 0-1; 1-1) referto | Vancouver Canucks | Pacific Coliseum (16.413 spett.) |

| Vancouver 4 maggio 1982 | Chicago Blackhawks | 3 – 5 (0-1; 1-2; 2-2) referto | Vancouver Canucks | Pacific Coliseum (16.413 spett.) |

| Chicago 6 maggio 1982 | Vancouver Canucks | 6 – 2 (3-1; 0-0; 3-1) referto | Chicago Blackhawks | Chicago Stadium (19.758 spett.) |

## Finale Stanley Cup
La finale della Stanley Cup 1982 è stata una serie al meglio delle sette gare che ha determinato il campione della National Hockey League per la stagione 1981-82. I New York Islanders hanno sconfitto i Vancouver Canucks in quattro partite e si sono aggiudicati la Stanley Cup per la terza volta consecutiva.

## Statistiche

### Classifica marcatori
La seguente lista elenca i migliori marcatori al termine dei playoff.

| Giocatore      | Squadra            | PG | G  | A  | Pt | MP |
| -------------- | ------------------ | -- | -- | -- | -- | -- |
| Bryan Trottier | New York Islanders | 19 | 6  | 23 | 29 | 40 |
| Mike Bossy     | New York Islanders | 19 | 17 | 10 | 27 | 0  |
| Denis Potvin   | New York Islanders | 19 | 5  | 16 | 21 | 30 |
| Thomas Gradin  | Vancouver Canucks  | 17 | 9  | 10 | 19 | 10 |
| Bernie Federko | Boston Bruins      | 10 | 3  | 15 | 18 | 10 |
| Joe Mullen     | St. Louis Blues    | 10 | 7  | 11 | 18 | 4  |
| Barry Pederson | Boston Bruins      | 11 | 7  | 11 | 18 | 2  |
| Denis Savard   | Chicago Blackhawks | 15 | 11 | 7  | 18 | 52 |
| Stan Smyl      | Vancouver Canucks  | 17 | 9  | 9  | 18 | 25 |
| Peter Šťastný  | Quebec Nordiques   | 12 | 7  | 11 | 18 | 10 |

### Classifica portieri
Questa tabella elenca i cinque migliori portieri dei playoff per media di gol subiti con almeno quattro partite disputate.

| Giocatore       | Squadra            | PG | Min  | V  | S | GS | SO | MGS  |
| --------------- | ------------------ | -- | ---- | -- | - | -- | -- | ---- |
| Rick Wamsley    | Montreal Canadiens | 5  | 300  | 2  | 3 | 11 | 0  | 2.20 |
| Billy Smith     | New York Islanders | 18 | 1120 | 15 | 3 | 47 | 1  | 2.52 |
| Tony Esposito   | Chicago Blackhawks | 7  | 381  | 3  | 3 | 16 | 1  | 2.52 |
| Richard Brodeur | Vancouver Canucks  | 17 | 1089 | 11 | 6 | 49 | 0  | 2.70 |
| Mike Liut       | St. Louis Blues    | 10 | 494  | 5  | 3 | 27 | 0  | 3.28 |